# Бассо, Аннализа
Аннализа Николь Бассо (англ. Annalise Nicole Basso; род. 2 декабря 1998) — американская актриса и фотомодель. Снялась в таких фильмах, как «Сказки на ночь» (2008), «У любви есть крылья» (2009), «Козлиный остров» (2013) и «Окулус» (2014). С 2014 по 2015 годы снималась в телевизионной драме «Красная дорога».

## Жизнь и карьера
Является младшей дочерью в семье Марсии и Луиса Джея Бассо. Имеет старшего брата и сестру Габриэля и Александрию. Первоначально снималась в эпизодических ролях в телесериалах и в рекламных роликах. Первой ролью, которая принесла актрисе известность, стала роль Эден Хамби в телесериале «Настоящая кровь». В 2009 году сыграла главную роль в телевизионном фильме «У любви есть крылья», продолжении фильма «Любовь проходит тихо». В возрасте 10 лет приняла участие в телешоу «Кто умнее пятиклассника?». Также снималась в эпизодах таких сериалов как, «Новенькая» и «Никита».
Первую главную роль в художественном кино Бассо исполнила в фильме Ди Джея Карузо «Козлиный остров», истории про переходной возраст, основанной на романе Брока Коула «Козлы». Премьера фильма состоялась на Каннском кинофестивале 2012 года. В центре фильма повествуется история двух детей, роли которых исполняют Бассо и Чандлер Кентербери. Их героев  раздевают догола и оставляют на острове из-за странной традиции летнего лагеря, в котором они отдыхали. В 2014 году снялась вместе с Карен Гиллан в фильме ужасов «Окулус». В 2016 году Бассо получила признание, снявшись в коммерчески успешном фильме ужасов «Уиджи. Проклятие доски дьявола».
В 2019 году она сыграла Хевен Кастель в серии фильмов Lifetime, основанных на саге «Кастель» В. К. Эндрюс.
В настоящее время она играет роль Эл Джей Фолджер в апокалиптическом криминальном триллере канала TNT «Сквозь снег», адаптированном по одноимённому фильму.

## Фильмография
| Год       | Название                         | Роль                      | Примечания                        |
| --------- | -------------------------------- | ------------------------- | --------------------------------- |
| 2007      | Портрет призрака                 | Сьюзан Зиллан             |                                   |
| 2008      | Отчаянные домохозяйки            | Денис                     | Эпизод: «Я и мой город»           |
| 2008      | Сказки на ночь                   | Трисия Спаркс             |                                   |
| 2009      | У любви есть крылья              | Лиллиан                   | Телефильм                         |
| 2009      | Тёмный дом                       | Рыжая девочка             | Фильм ужасов                      |
| 2009      | Обмани меня                      | Мэгги Амброуз             | Эпизод: «Лучшая половина»         |
| 2009      | Настоящая кровь                  | Эден Хамби                | Эпизод: «Вечеринка продолжается»  |
| 2009      | Луна Алабамы                     | Элис                      |                                   |
| 2009      | Три реки                         | Мэри                      | Эпизод: «Самый удачливый человек» |
| 2009      | Кто умнее пятиклассника?         | Играет саму себя          | 2 выпуска                         |
| 2010      | Детская больница                 | Морган                    | Эпизод: «Я вижу её лицо повсюду»  |
| 2011      | Кости                            | Эмбер Тримбли             | Эпизод: «Изменение игры»          |
| 2011      | Парки и зоны отдыха              | Абигейл                   | Эпизод: «Пауни Рейджерс»          |
| 2012      | Новенькая                        | Сара Шиллер               | Эпизод: «Дети»                    |
| 2012      | Никита                           | Лиза Эббот                | Эпизод: «Невинность»              |
| 2013      | Козлиный остров                  | Грейс                     |                                   |
| 2014      | Окулус                           | Молодая Кайли Расселл     |                                   |
| 2014      | Красная дорога                   | Кейт Дженсен              | Постоянная роль; 8 эпизодов       |
| 2015      | Константин                       | Веста Уитни               | Эпизод: «Ожидание человека»       |
| 2016      | Капитан Фантастик                | Веспир                    |                                   |
| 2016      | Уиджи. Проклятие доски дьявола   | Полина «Лина» Зандлер     |                                   |
| 2016      | Холод                            | Исла Уоллис               | Веб-сериал                        |
| 2017      | Ностальгия                       |                           |                                   |
| 2018      | Электрические сны Филипа К. Дика | Фостер Ли                 | Эпизод: «Safe & Sound»            |
| 2018      | Слендермен                       | Кэти                      |                                   |
| 2018      | Ladyworld                        | Пайпер                    |                                   |
| 2019      | Небеса                           | Хевен                     | Телефильм                         |
| 2019      | Тёмный ангел                     | Хевен Ли ван Ворен Кастил | Телефильм                         |
| 2019      | Падшие сердца                    | Хевен Кастиль             | Телефильм                         |
| 2020-2022 | Сквозь снег                      | Эл Джей Фолджер           | 28 серий                          |
| 2020      | Ищейка                           | Вивиан                    |                                   |
| 2024      | Лагерь                           | Анжела                    |                                   |
| 2024      | Жизнь Чака                       | Джанис                    |                                   |

### Музыкальное видео
| Год  | Песня     | Исполнитель | Ссылка |
| ---- | --------- | ----------- | ------ |
| 2015 | «Outcast» | Mainland    |        |

## Награда и номинация
| Год  | Премия        | Категория                                                   | Работа          | Результат | Источник(и) |
| ---- | ------------- | ----------------------------------------------------------- | --------------- | --------- | ----------- |
| 2014 | Молодой актёр | Лучшая молодая актриса главной роли в художественном фильме | Козлиный остров | Номинация | [ 8 ]       |